# Neal Ewers
Neal Ewers (ur. 27 października 1978) – kanadyjski zapaśnik w stylu wolnym. Ósmy na mistrzostwach świata w 2002. Szósty w Pucharze Świata w 2002. Srebrny medal na mistrzostwach panamerykańskich w 2003 i na Igrzyskach Wspólnoty Narodów w 2002 roku.